# Gibbocerambyx aurovirgatus
Gibbocerambyx aurovirgatus là một loài bọ cánh cứng trong họ Cerambycidae.